# چای‌باغ
چای‌باغ، روستایی از توابع بخش نارنجستان شهرستان سوادکوه شمالی واقع در استان مازندران ایران می‌باشد.
این روستا در سال ۱۳۹۲ با روستای اندارکلی ادغام شده و به عنوان مرکز دهستان چای‌باغ در آمد.

## جمعیت
این روستا در دهستان چای‌باغ قرار دارد و براساس سرشماری مرکز آمار ایران در سال ۱۳۹۵، جمعیت آن ۸۷۰ نفر (۲۹۲ خانوار) بوده‌است.
این روستا دارای جنگل و مراتع معروف و زیبایی می‌باشد و یکی از جاذبه‌های طبیعی شهرستان سوادکوه شمالی می‌باشد.